# Departamento Santa Rosa (Guatemala)
Santa Rosa ist ein Departamento Guatemalas und liegt im Süden des Landes an der Pazifikküste (Region IV). Das Departamento hat eine Fläche von 2.955 km² und etwa 382.700 Einwohner. Die Hauptstadt ist Cuilapa.
Santa Rosa grenzt im Nordosten an Jalapa, im Osten  an Jutiapa, im Süden an den Pazifik, im Westen an Escuintla und im Nordwesten an das Departamento Guatemala.

## Landesnatur
Im Norden hat Santa Rosa Anteil an der Sierra Madre de Chiapas, die dort noch Höhen von etwa 2000 m erreicht. Nach Süden hin fällt das Land sanft zum Tiefland und zur Küste am Pazifik ab. In dieser Richtung wird es auch von etlichen Flüssen durchzogen, von denen der Río Los Esclavos der Bedeutendste ist. Das Hochland wird geprägt von den Vulkanen Tecuamburro (1945 m), Cruz Quemada (1690 m), Jumaytepeque (1815 m) und Cerro Redondo (1220 m). Typisch für das Hochland sind auch die bei den Vulkanen gelegenen Kraterseen („Lagunen“), von denen die im Nordosten gelegene, 14 km² große Laguna de Ayarza auch als Touristenattraktion bekannt ist. Die sehr fruchtbaren Vulkanböden des südlichen Tieflandes bringen eine üppige tropische Vegetation hervor, die jedoch zum Großteil der Landwirtschaft weichen muss. Vulkanischen Ursprungs sind auch die schwarzen Sandstrände, hinter denen sich zum Teil trockengelegte Sumpfgebiete befinden. Etwa einen halben Kilometer hinter der Küste verläuft der Canal de Chiquimulilla, ein in den 1930er Jahren angelegter, etwa 120 km langer schiffbarer Wasserweg von Sipacate in Escuintla bis an die Grenze zu El Salvador. Teile des Kanal- und Sumpfgebietes mit seinen Mangrovenwäldern, die unter anderem Wasservögeln und Schildkröten Zuflucht bieten, wurden unter Naturschutz gestellt.
Das Klima ist im Norden Santa Rosas gemäßigt bis heiß (am Oberlauf des Rïo Los Esclavos), im Süden herrscht tropische Hitze, zu der während der Regenzeit (Mai bis Oktober) noch eine hohe Luftfeuchtigkeit kommt. Die Temperaturen bewegen sich im Allgemeinen zwischen 15 und 29 °C, die durchschnittliche jährliche Niederschlagsmenge liegt bei 1800 mm.
In Santa Rosa, bei San Juan de Arana (Cuilapa), befindet sich der geographische Mittelpunkt des amerikanischen Doppelkontinents.

## Bevölkerung
Die Bevölkerung spricht nur noch Spanisch. Von den wenigen verbleibenden Xinca und Pipiles haben nur noch sehr wenige ältere Menschen Kenntnisse ihrer alten angestammten Sprache. Die etwa 382.700 Einwohner des Departamentos leben in 14 Municipios (Großgemeinden oder auch Landkreise):
| Barberena          | Casillas              |
| Chiquimulilla      | Cuilapa               |
| Guazacapán         | Nueva Santa Rosa      |
| Oratorio           | Pueblo Nuevo Viñas    |
| San Juan Tecuaco   | San Rafaél Las Flores |
| Santa Cruz Naranjo | Santa María Ixhuatán  |
| Santa Rosa de Lima | Taxisco               |

Dem Departamento als staatlichem Verwaltungsbezirk steht ein von der Zentralregierung entsandter Gouverneur vor. Die Municipios sind eigenständige Gebietskörperschaften mit gewählten Bürgermeistern und Volksvertretungen und untergliedern sich in Aldeas und Pueblos (Landgemeinden) sowie in Caseríos, Parajes, Fincas, Rancherías (Weiler und Höfe).

## Wirtschaft
Wichtigste Wirtschaftszweige Santa Rosas sind die Landwirtschaft und der Tourismus. Nach dem Ende des Kaffeebooms stellten die Großgrundbesitzer ihre Produktion größtenteils auf Zuckerrohr um. Bananen, Mais, Bohnen und andere Obst und Gemüsearten haben nur noch eine zweitrangige Bedeutung. Sehr wichtig für Santa Rosa sind die Pazifikstrände und die Touristenorte wie Monterrico und Las Lisas. Monterrico gehört zum Municipio Taxisco und ist von Guatemala-Stadt aus über Puerto San José (Escuintla) gut zu erreichen.
Santa Rosa wird von zwei wichtigen Verkehrsachsen nach El Salvador durchquert.

## Geschichte
Vor der spanischen Conquista wurde das Gebiet des heutigen Departamentos von Xinca beherrscht. Mitte des 15. Jahrhunderts wanderten aus dem Norden Guatemalas Pocom ein, die von den Xinca bald assimiliert wurden. Ähnlich erging es den aus dem Osten kommenden Pipiles. Pedro de Alvarado gelang es erst nach schweren Kämpfen die kriegerischen Xinca zu unterwerfen. Sie waren mit die ersten „Indianer“, die man regelrecht versklavte. Daran erinnert der Name des Flusses Río Los Esclavos und einige Ortsnamen. Während der Kolonialzeit gehörte ein großer Teil des heutigen Santa Rosa zu Escuintla.
1825 teilte die Verfassungsgebende Nationalversammlung Guatemalas das Staatsgebiet in sieben Departamentos auf. Eines davon war Guatemala-Escuintla. Zu diesem gehörte auch der Distrikt Cuilapa, der 1848 in Santa Rosa umbenannt und am 8. Mai 1852 zum gleichnamigen Departamento erhoben wurde. Ab 1871 brachte der Export von Kaffee Santa Rosa einen bescheidenen Wohlstand.